# Ronnie O'Sullivan
Ronald Antonio O'Sullivan − kendt som Ronnie O'Sullivan − (født 5. december 1975) er en engelsk snookerspiller og syvdobbelt verdensmester i snooker (2001, 2004, 2008, 2012, 2013, 2020 og 2022) og den næstmest vindende spiller i historien med en samlet gevinstsum på over £11 millioner. Han var ved sæsonafslutningen i 2020 nummer to på snookerranglisten.

## Karriere
Ronnie O'Sullivan blev født i Wordsley i West Midlands og voksede op i et mondænt område i den lille by Chigwell i Essex. Han begyndte tidligt at spille snooker og opnåede allerede som 10-årig sit første 100-break (117). Som 15-årig scorede han første gang et 147-break, så det var naturligt at blive professionel allerede som 16-årig. I sin professionelle karriere vandt han sine første 38 kampe, hvilket er gældende rekord, og han kvalificerede sig som den yngste spiller nogensinde til VM i 1993, hvor han dog tabte sin første kamp. I samme sæson tog han dog revanche med sejr i UK Championship i en alder af 17 år med sejr over 1990'ernes helt store spiller, Stephen Hendry, i finalen. 
O'Sullivan viste sig dermed som en af spillets helt store naturtalenter, men i de følgende år havde han lidt svært ved at håndtere berømmelsen. Han gjorde sig uheldigt bemærket ved under VM i 1996 fysisk at forulempe en official, hvilket indbragte ham en stor bøde. Under det følgende VM i 1997 satte han en fortsat gældende rekord ved at score 147 point på blot 5 minutter 20 sekunder. I den modsatte ende af skalaen blev han efter en sejr i Irish Masters i 1998 frataget titlen, efter at en dopingtest viste, at O'Sullivan havde brugt cannabis.
I 2000 var Ronnie O'Sullivan en af de store favoritter til VM, men tabte i første runde trods fem 100-breaks, deraf tre i træk. Omsider i 2001 vandt han sin første VM, hvilket sammen med sejr i UK Championship det følgende år indbragte ham førstepladsen på verdensranglisten. Omsider kunne O'Sullivan indfri de meget store forventninger, som hans spil ved mange lejligheder havde lovet. Imidlertid overraskede han fortsat indimellem negativt, som i 2003, hvor han efter tre store turneringssejre i sæsonen var en af de helt store favoritter til VM, men tabte igen i første runde (trods sin anden VM 147-break). 
I 2004 fik O'Sullivan den seksdobbelte verdensmester, Ray Reardon, som rådgiver, og det gav resultat, da O'Sullivan vandt sin anden VM-titel med sejre så overbevisende som 17-4 i semifinalen over Stephen Hendry og 18-8 i finalen over Graeme Dott − i sidstnævnte kamp var han oven i købet bagud med 0-5. Resultaterne bragte ham tilbage til førstepladsen på verdensranglisten, hvor han holdt sig i to sæsoner. Det var dog tæt på, at han havde sat snookerkarrieren på vågeblus, og han havde bekendtgjort, at han ville satse på pool i USA. Dette løb dog ud i sandet, da han lige først skulle forsvare en snookertitel.
2005/2006 var en af de dårligste sæsoner nogensinde for O'Sullivan, hvor han ikke vandt en eneste betydende titel. Det hele kulminerede under VM, hvor han havde store problemer med sin kø, som han efter nederlag i semifinalen til Graeme Dott endte med at forære til en dreng blandt publikum. Den følgende sæson gav han endnu en særpræget forestilling under UK Championship i kvartfinalen mod Hendry. Han var bagud med 4-1, da han kort inde i sjette frame forlod arenaen efter at have givet hånd til både Hendry og dommeren. Denne overgivelse var helt enestående, og efterfølgende gav O'Sullivan en offentlig undskyldning for sin handlemåde, der også indbragte ham en stor bøde fra World Snooker. Hans eneste sejr i denne sæson kom i The Masters, hvor han vandt 10-3 over Ding Junhui, der i øvrigt var tydeligt mærket af tilråb fra en tilskuer. I den situation viste O'Sullivan sig som en god sportsmand, der gav tilskueren en skarp respons og i øvrigt støttede Ding efterfølgende.
Igen i 2007/2008 havde han svingende resultater med tab i første runde i den ene ende samt sejre i UK Championship og VM som toppen. Under VM viste han skræmmende styrke med sejre på 13-7 over Mark Williams (herunder sit tredje VM-147-break), 17-6 over Stephen Hendry i semifinalen (herunder 8-0 i kampens anden session og 18-8 over Ali Carter i finalen. Herved genvandt Ronnie O'Sullivan førstepladsen på verdensranglisten.
Den følgende sæson vandt han tre titler, herunder The Masters, men nåede kun anden runde i VM, og i 2009/2010 blev det blot til sejr i Shanghai Masters samt yderligere to finalepladser, mens han blev besejret i kvartfinalen ved VM. Også den følgende sæson var en skuffelse for O'Sullivan, der røg ud af topti på verdensranglisten. I 2012 var han tilbage med endnu en VM-titel, en præstation han gentog det følgende år. Han fortsatte med at vinde nogle af sportens store artikler, og i 2020 vandt han sit sjette VM, som samtidig var karrierens 37. sejr i en ranglisteturnering.

## Spillestil
Ronnie O'Sullivan er kendt som en hurtig spiller, der helst angriber, selv om han blandt andet under VM 2008 også har vist fremragende defensive evner. Han er bedst, når han kommer godt fra start i en kamp, mens han kan miste modet ved at komme bagud. Denne svaghed er dog ikke så udtalt i de senere år.
Han er naturligt højrehåndsspiller, men er stort set lige så god med venstre hånd, hvilket giver ham mulighed for at spille mange baller uden brug af hjælpemidler. Da han første gang brugte venstre hånd, indbragte det ham en klage over manglende respekt for hans modstander, Alain Robidoux. Han havde blandt andet sagt til Robidoux, at han spillede bedre med sin venstre hånd, end denne gjorde med højre. O'Sullivan blev derfor sat til at bevise sin påstand om at kunne spille på et meget højt niveau med venstre hånd. Han spillede derpå tre frames udelukkende med venstre hånd mod den tidligere topspiller, Rex Williams, og vandt alle tre. Derpå blev anklagen om at bringe spillet i miskredit trukket tilbage. 

## Titler
- VM: 2001, 2004, 2008, 2012, 2013, 2020, 2022
- 17 ranglistebegivenheder (ud over VM)
  - UK Championship 1993, 1997, 2001, 2007, 2014, 2017, 2018, 2023
  - British Open 1994
  - Asien Classic 1996
  - German Open / German Masters 1996, 2012
  - Scottish Open 1998, 2000
  - China Open 1998, 2000
  - European Open (Malta) 2003
  - Irish Masters 2003, 2005
  - Grand Prix 2004
  - Welsh Open 2004, 2005, 2014, 2016
  - Northern Ireland Trophy 2008
  - Shanghai Masters 2009, 2017
  - English Open 2017
  - World Grand Prix 2018
  - Players Championship 2018, 2019
  - Tour Championship 2019
- 36 ikke-ranglistebegivenheder, herunder 
  - Masters 1995, 2005, 2007, 2009, 2014, 2017, 2018
  - Premier League 1997, 2001, 2002, 2005 (04/05), 2005 (05/06), 2006, 2007, 2007, 2010, 2011

## Privatliv
Ronnie O'Sullivan går for at være perfektionist og har ofte udtalt sig meget selvkritisk. Han har været i behandling for problemer med stoffer samt for depression.
Han er søn af Ronald O'Sullivan, der ejer en række sexbutikker i Soho samt sicilianskfødte Maria Antoinetta O'Sullivan. Faderen blev i 1992 idømt livsvarigt fængsel for mord, og moderen sad i fængsel i syv måneder i 1996 for skatteunddragelse.
Ronnie O'Sullivan har tidligere dannet par med Jo Langle,y med hvem han har to børn, Lilly (født 2006) og Ronnie (født 2007). Fra et tidligere forhold har han datteren Taylon-Ann. Siden 2013 har han været forlovet med skuespilleren Laila Rouass.

## Andre beskæftigelser
O'Sullivan har siden 2015 lavet radio om snooker, og han har desuden været ambassadør for tv-kanalen EuroSport; i den forbindelse har han været vært i en serie udsendelser for kanalen.
Siden 2016 har han fået udgivet flere bøger, heriblandt tre krimier, som han har skrevet sammen med Emlyn Rees.
Derudover har han sammen med den kendte diætist og forfatter Rhiannon Lambert udgivet kogebogen "Top of Your Game"
Ronnie er i øvrigt en ivrig løber og bruger meget af sin tid væk fra snookerbordet med sine løbesko, og har endda ved flere lejligheder udtrykt, at han går mere op i løb, træning og kost end at spille snooker, som han efterhånden nærmere betragter som en hobby for ham.